# Der Deutsche Canadier
Der Deutsche Canadier (auch Deutscher Canadier, German Canadian oder anfangs Der Deutsche Canadier und Neuigkeitsbote) ist eine historische deutsche Zeitung, gegründet von Heinrich Eby. Die Zeitung erschien zwischen 1841 und 1865 in Kanada. 1851 verkaufte er die Zeitung an seinen Bruder Peter Eby, der die Zeitung im Juli 1856 an Elias Eby, einen weiteren Bruder, verkaufte. Ein Jahr später wurde die Zeitung an Dougall McDougall verkauft. 1865 erzwang das Berliner Journal die Veröffentlichung von Der Deutsche Canadier zu stoppen.
Der Deutsche Canadier setzte sich hauptsächlich mit religiösen und landwirtschaftlichen Themen auseinander. Die Zeitung richtete sich vor allem an Einwanderer aus deutschsprachigen Gebieten.